# Montpon-Ménestérol
Montpon-Ménestérol település Franciaországban, Dordogne megyében. Lakosainak száma 5845 fő (2022. január 1.). Montpon-Ménestérol Saint-Barthélemy-de-Bellegarde, Eygurande-et-Gardedeuil, Ménesplet, Le Pizou, Saint-Martin-de-Gurson, Saint-Rémy, Saint-Laurent-des-Hommes és Saint-Martial-d’Artenset községekkel határos.

## Népesség
A település népességének változása:
| Lakosok száma | 5863 | 5742 | 5481 | 5625 | 5495 | 5466 | 5498 | 5704 | 5807 | 5845 |
|               | 1968 | 1982 | 1990 | 2006 | 2013 | 2015 | 2017 | 2019 | 2020 | 2022 |